# Uniebrug
De Uniebrug is een brug over de IJzer in de Belgische provincie West-Vlaanderen. De brug ligt op de grens van Sint-Joris, deelgemeente van Nieuwpoort, en Mannekensvere, deelgemeente van Middelkerke. De brug ligt ongeveer drie kilometer stroomopwaarts voorbij Nieuwpoort. Over de brug loopt de Brugsesteenweg (N367). Net ten noorden van de Uniebrug loopt ook de autosnelweg A18/E40 over de rivier.
De Uniebrug is samen met de Schoorbakkebrug en de Tervatebrug een van de drie bruggen over de IJzer tussen de steden Nieuwpoort en Diksmuide. Die andere twee bruggen liggen respectievelijk vier en acht kilometer verder stroomopwaarts. Tijdens de Eerste Wereldoorlog werd bij deze bruggen fel strijd gevoerd tijdens de Slag om de IJzer. De oprukkende Duitsers wilden de Kanaalhavens bereiken en wilden daarom half oktober 1914 de IJzer oversteken in Nieuwpoort, Diksmuide of via de drie bruggen. Op 19 oktober werd Sint-Joris bestormd en werd de Uniebrug door een explosie vernield. Ook de Tervatebrug en een paar dagen later de Schoorbakkebrug werden vernield. Op 24 oktober werd Sint-Joris op de linkeroever door de Duitsers ingenomen. Een paar dagen later viel de Duitse opmars stil door de onderwaterzetting van de IJzervlakte; Sint-Joris bleef net boven water en bleef tijdens de oorlog een Duitse voorpost op de linkeroever.
Naast de Uniebrug staan op de linkeroever van de IJzer twee oorlogsmonumenten:
- Een standbeeld van een soldaat, als gedenkteken voor het 7de Linieregiment, dat onder meer hier zwaar had gestreden van 17 tot 23 oktober 1914.
- Een gedenkteken voor het 14de Linieregiment, dat tussen 22 en 24 oktober 1914 Sint-Joris had verdedigd, maar uiteindelijk ongeveer 900 man verloor.

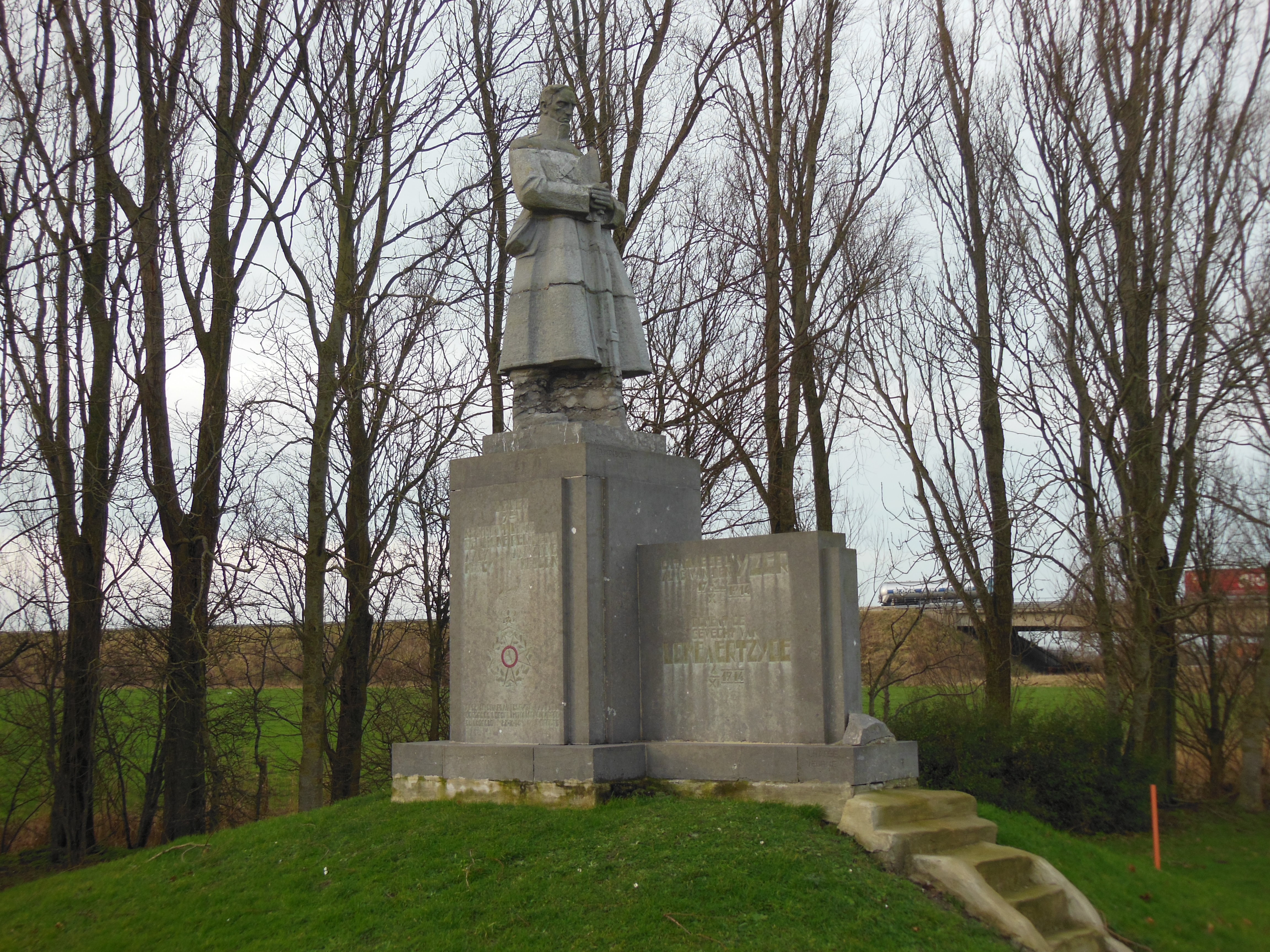
Gedenkteken 7de Linieregiment
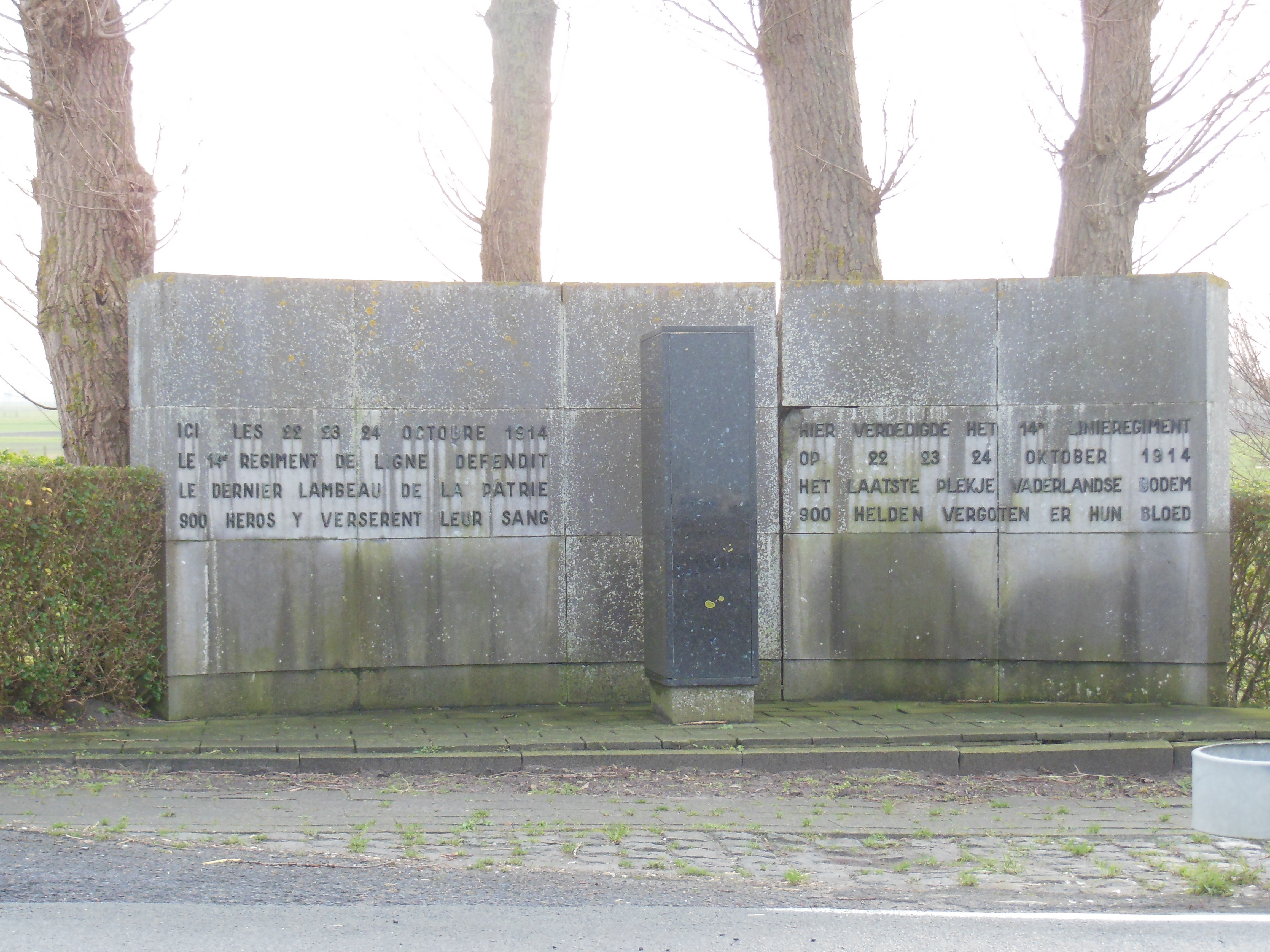
Gedenkteken 14de Linieregiment